# Arquidiocese de Rabat
A Arquidiocese de Rabat (Archidiœcesis Rabatensis) é uma circunscrição eclesiástica da Igreja Católica situada em Rabat, Marrocos. Seu atual arcebispo é Cardeal Cristóbal López Romero. Sua Sé é a Catedral de São Pedro de Rabat.
Possui 28 paróquias servidas por 33 padres, contando com 29.900.000 habitantes, com 0,1% da população jurisdicionada batizada.

## História
O vicariato apostólico de Rabat foi erigido em 2 de julho de 1923 pelo breve Quae catholico nomini do Papa Pio XI, recebendo o território do vicariato apostólico do Marrocos (atual arquidiocese de Tânger).
Em 14 de setembro de 1955 o vicariato apostólico foi elevado à arquidiocese pela bula Dum tantis do Papa Pio XII.
Em 25 de novembro de 2021, a diocese foi condecorada com a insígnia da Ordem de Rio Branco pelo governo brasileiro.

## Prelados

### Vigários Apostólicos de Rabat
- Victor Colomban Dreyer, O.F.M. Cap. (1923–1927)
- Henri Vielle, O.F.M. (1927–1946)
- Louis Lefèbvre, O.F.M. (1947–1955)

### Arcebispos de Rabat
- Louis Lefèbvre, O.F.M. (1955–1968)
- Jean Chabbert, O.F.M. (1968–1982)
- Hubert Michon (1983–2001)
- Vincent Landel, S.C.I. (2001–2017)
- Cristóbal López Romero, S.D.B. (desde 2017)